# ラウバッハ
ラウバッハ (ドイツ語: Laubach, ドイツ語発音: [ˈla͜ubax]) は、ドイツ連邦共和国ヘッセン州ギーセン郡に属す市である。

## 地理
ヴェッター川沿いの本市は、変則的な平面図を持つ。街の主要部分は川の右岸にある。そこに北から横谷が合流している。市の景観は北部の、公園を有する城館によって形作られている。その南西にはかつて市壁に囲まれていた正方形の平面の旧市街が接続している。市教会の前には小さなマルクト広場がある。やや新しい居住地は東側、近代的な住宅地は北西部にある。西は鉄道（現在は廃止されている）沿いに工業地区が広がる。

### 位置
ラウバッハ市は、ホーアー・フォーゲルスベルク自然公園の周縁部に位置している。ラウバッハの中核市区は東経 9° の経線の 700 m 西側にある。メリディアンにある北隣の町はフォーゲルスベルク郡のビュスフェルトである。赤道までの距離は 5,602.25 km である。
ラウバッハは、9,700 ha で、ギーセン郡で最も広い自治体である。

### 隣接する市町村
ラウバッハは、北はグリューンベルクおよびミュッケ（フォーゲルスベルク郡）、東はウルリヒシュタインおよびショッテン（ともにフォーゲルスベルク郡）、南はニッダ（ヴェッテラウ郡）、南西はフンゲン、西はリヒおよびライスキルヒェンと境を接している。（特記のないものはいずれもギーセン郡）

### 市の構成
- アルテンハイン
- フライエンゼーン
- ゴンタースキルヒェン
- ラウター
- ミュンスター
- レトゲス
- ルッパーツブルク（フリートリヒスヒュッテを含む）
- ヴェッターフェルト

## 歴史

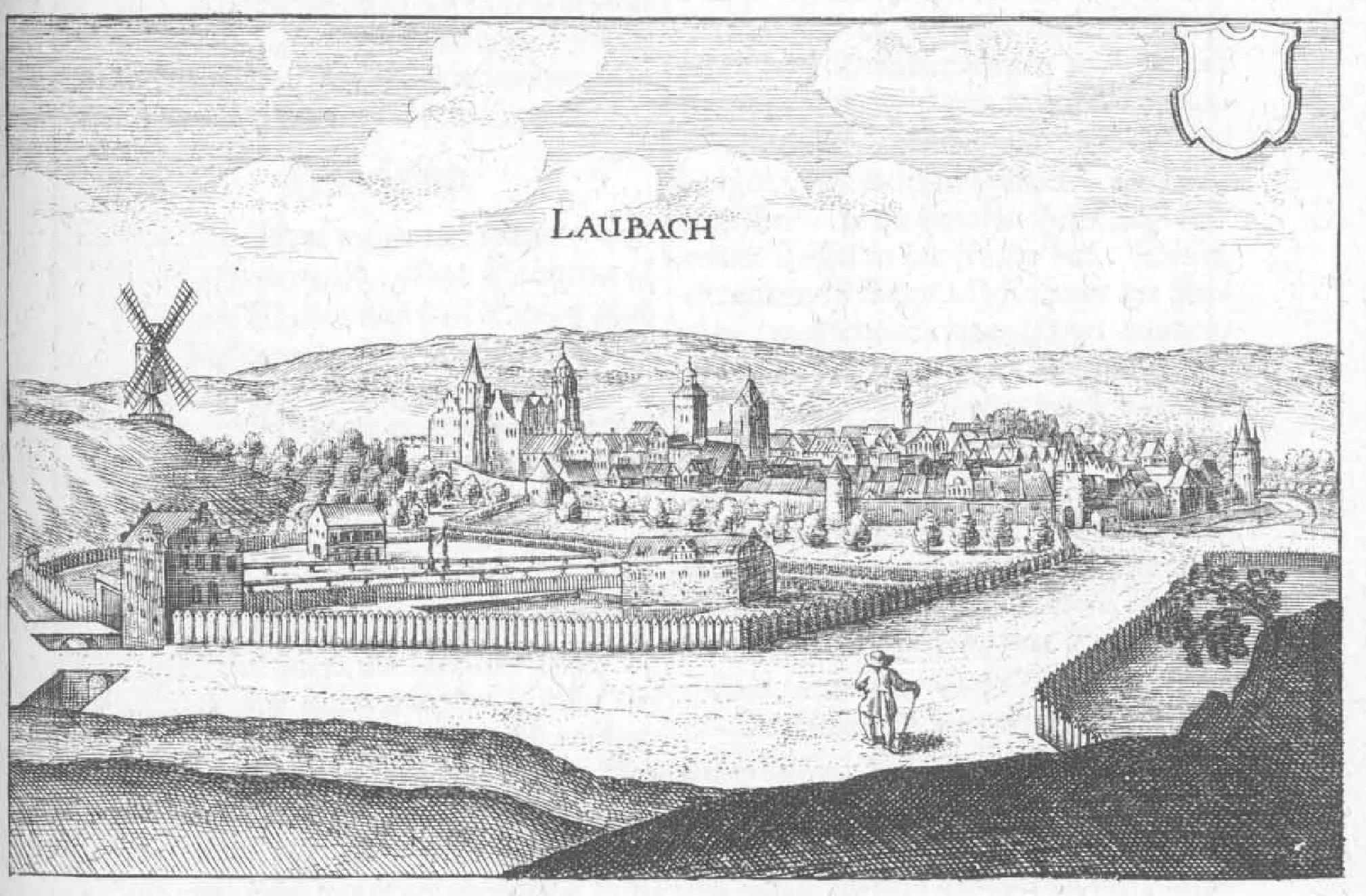
1655年に出版されたマテウス・メーリアンの銅版画に描かれたラウバッハ

ラウバッハは、750年および802年に Lobach という名称で初めて文献に記載されている。

### 市町村合併
ヘッセン州の地域再編に伴い、1970年12月31日にゴンタースキルヒェン、ラウター、ミュンスター、レトゲス、ルッパーツブルク、ヴェッターフェルトが、1971年12月31日にアルテンハインが、1972年4月1日にフライエンゼーンがラウバッハに合併した。1977年1月1日から1979年8月1日までラウバッハはラーン＝ディル郡に属したが、その後再びギーセン郡に戻された。

## 行政

### 議会
2011年3月27日の選挙以後、ラウバッハの市議会は 37議席で構成されている。

### 首長
マティアス・マイヤー（無所属）は2021年6月1日からラウバッハの市長を務めている。彼は2020年12月20日の市長選挙決選投票で 55.5 % の票を獲得して、市長に選出された。

### 姉妹都市
ラウバッハは、以下の都市と姉妹都市協定を締結している
- エランクール（フランス、イヴリーヌ県）1975年
- グレーフェンハイニヒェン（ドイツ語版、英語版）（ドイツ、ザクセン＝アンハルト州）1995年
- ズールセル（オランダ語版、英語版）（ベルギー、アントウェルペン州）1995年
- ディディム（トルコ語版、英語版）（トルコ、アイドゥン県）1996年

## 文化と見所

### 演劇と博物館・美術館
「ムゼウム・フリデリキアヌム」はラウバッハ地方の歴史を3つの部門（「ラウバッハ地方の時間旅行」、「祈りと仕事」、「ラウバッハの人々」）で展示している。1981年に郷土博物館として開館し、2007年に大規模な博物館教育コンセプトを導入し、建物の改修を行った。2011年3月に地域の博物館として再オープンした。寄せ棟屋根、2本の外階段、歯状装飾が施されたコーニスを持つ3階建ての建物は、1750年にタンネンベルクの麓、ゴンタースキルヒェン近郊に狩猟の館として建設され、1832年にラウバッハ内市街の現在の場所（フリードリヒ通り 9番地）に移された。1875年から1922年までの間、人文主義のギムナジウムとして利用された。

### 建築

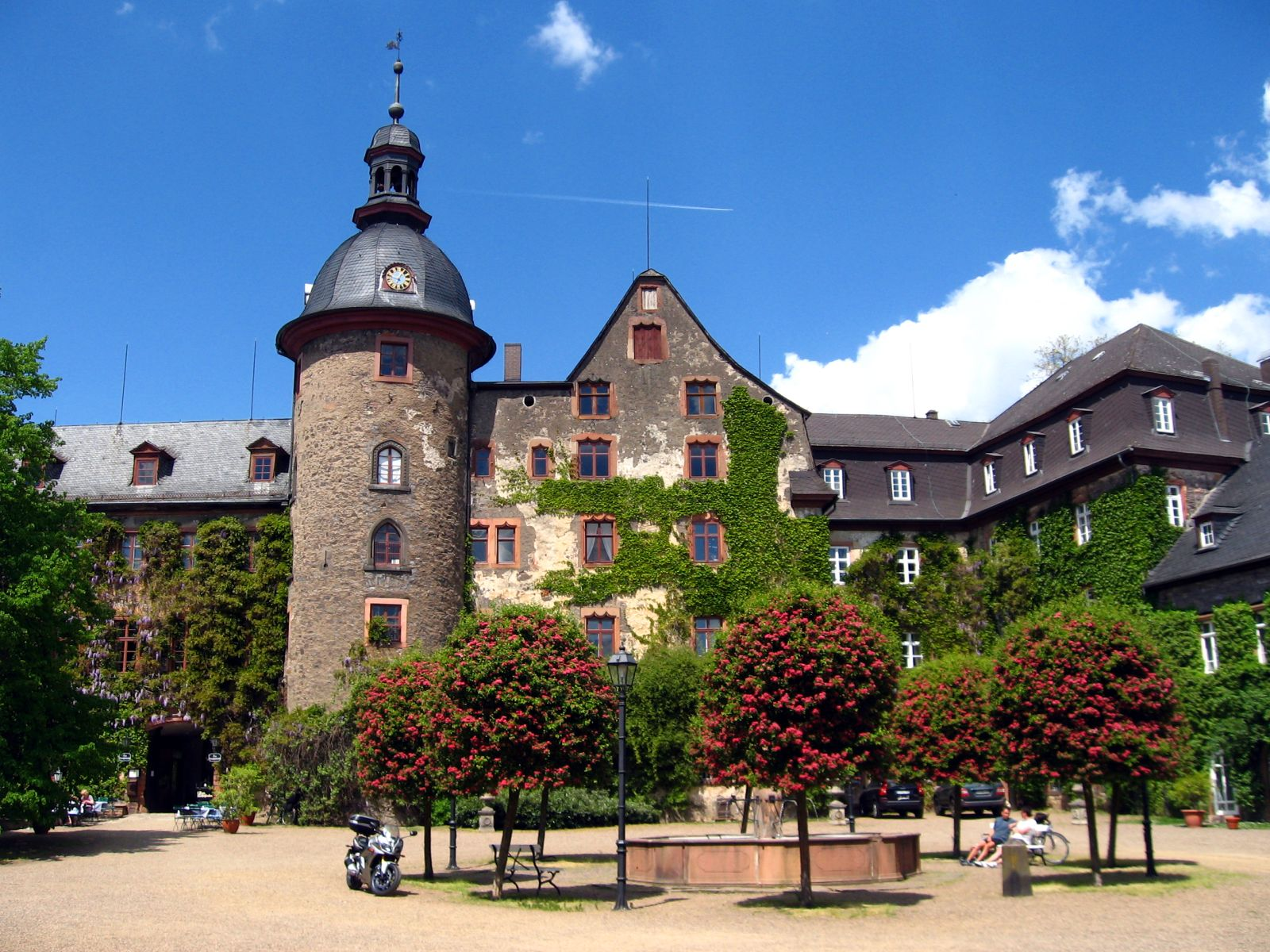
ラウバッハ城

#### ラウバッハ城
この小都市の自慢の建築物がゾルムス＝ラウバッハ伯のラウバッハ城である。13世紀に建設された城館は、16世紀と18世紀に城館に改築された。この建造物群は、18世紀以降、イギリス式庭園の城館庭園で囲まれている。城館庭園内には歴史的な氷室がある。1555年に学校図書館として設立された城館庭園は12万巻以上を所蔵するヨーロッパで最も古く最も大きな民間の図書館であった。家族法は、この図書館から蔵書の売却を禁じていた。これらは国家的価値の高い文化的文物リストに登録され、保護文化財となっている。

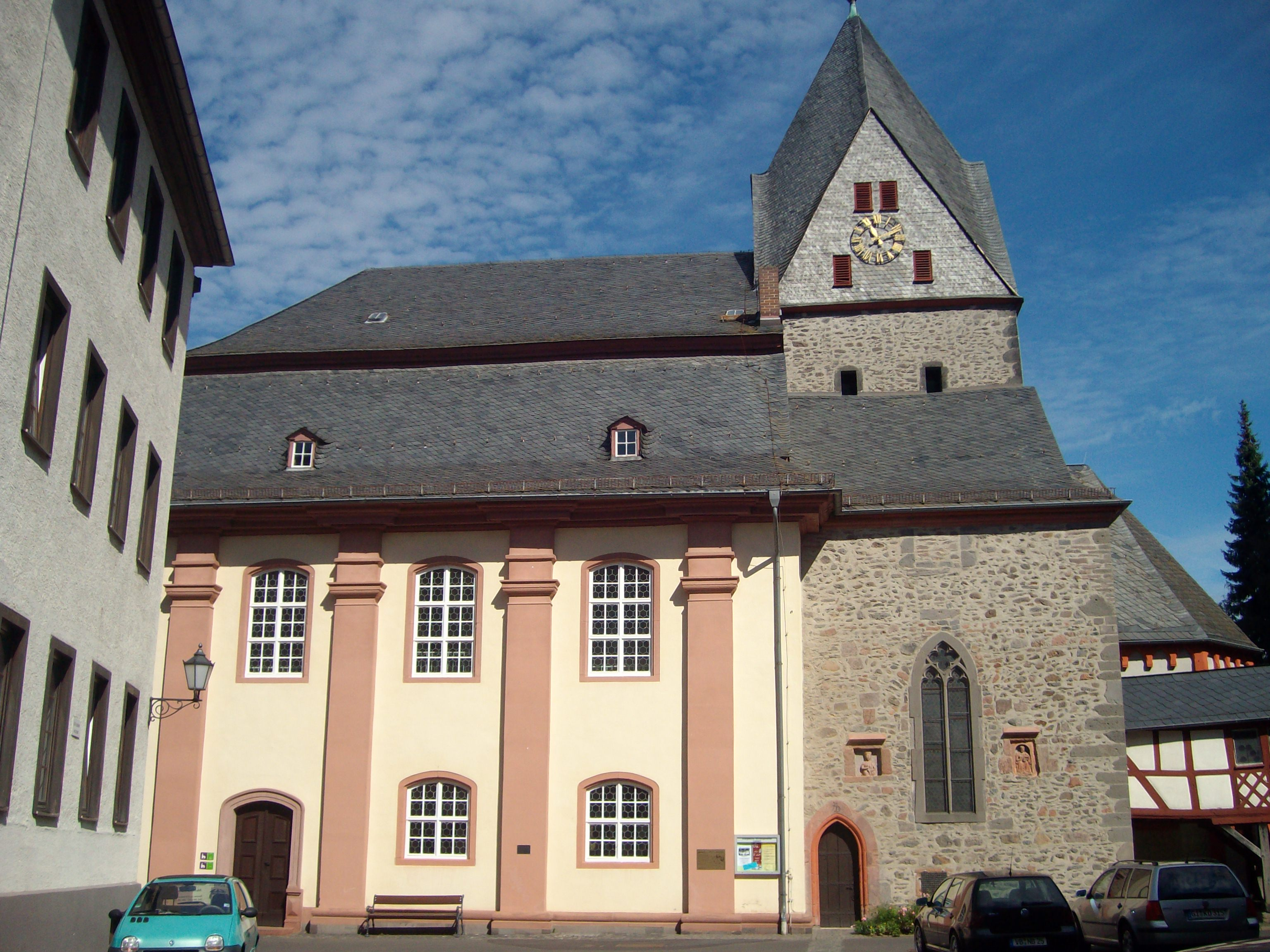
福音主義市教会

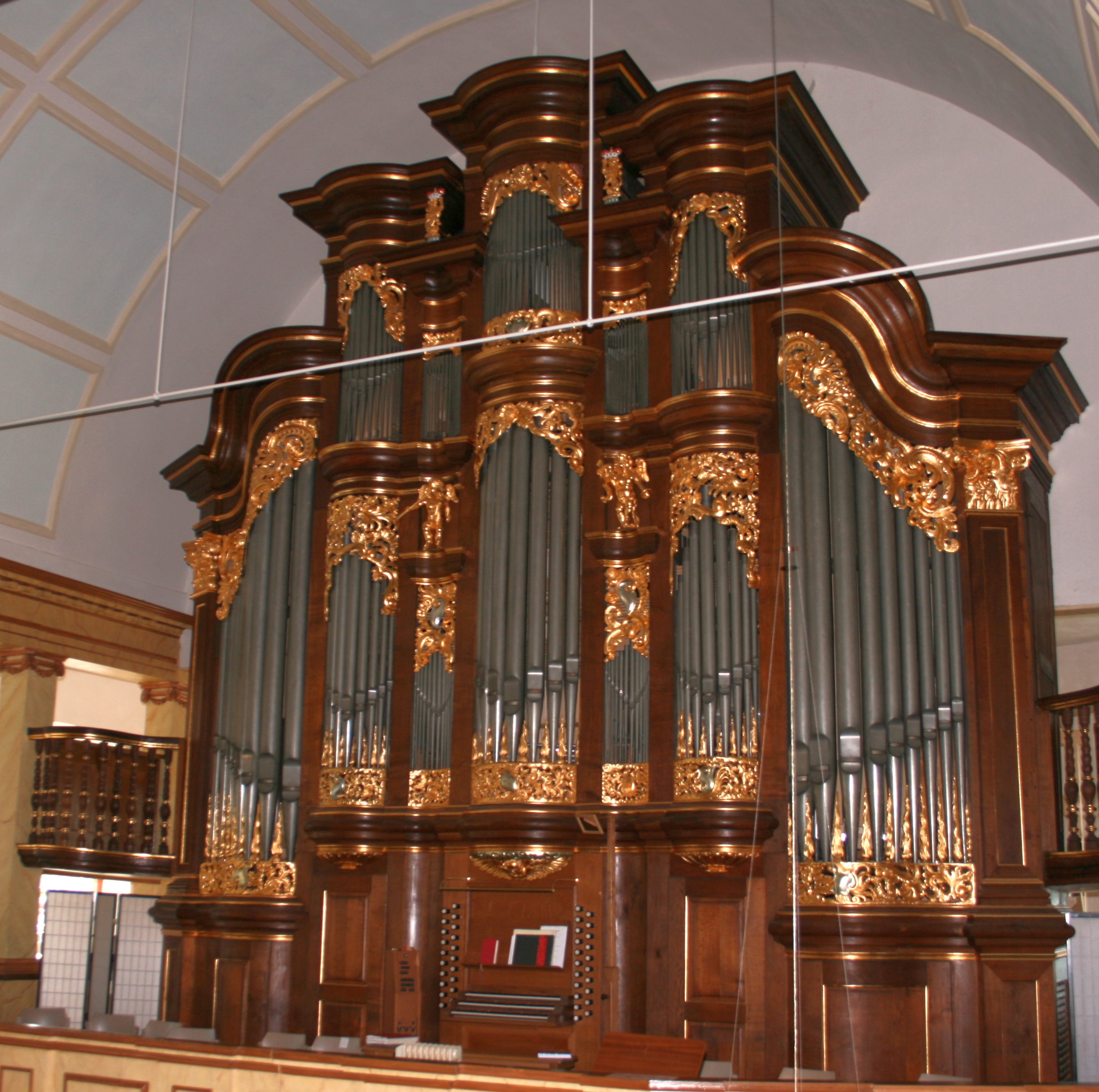
市教会のオルガン

#### 福音主義市教会
福音主義市教会（旧聖マリア教会）の最も古い部分は 12世紀に建設された。18世紀に改築がなされた。この教会にはバロック・オルガンがある。

#### その他の建築
- ウンターミューレ - 簡素なルネサンス建築、西の破風に1588年-1589年に創られた紋章が掲げられている。
- 民家 - 数棟の木組み建築を持つかつての絵に描いたような旧市街は、1965年から1980年の旧市街近代化でかなりの損傷を受けた。
  - グリューネス・メーア 14番地 - 3階建て。1667年建造。
  - グリューネス・メーア 28番地 - 1600年頃建造。
  - グリューネス・メーア 1番地 - （ストッキング織りの家）1450年頃建造の3階建ての建物。ラウバッハで最も古い民家である。
  - マルクトプラッツ 5番地 - 4階建ての切妻建築。1738年の銘がある。
  - マルクトプラッツ 8番地 - 4階建て。中核部分は 1635年に建設された。角の出窓は18世紀に付与された。
  - オーバーガッセ 14番地 - 1617年の銘がある。
  - オベーレ・ラングガッセ 12番地 - 1500年頃建造。17世紀と18世紀に改築された。
  - ウンテーレ・ラングガッセ 6/8番地 - （旅館フクロウ亭）1560年頃建造。1851年改築。
  - ウンテーレ・ラングガッセ 26番地 - 1625年の銘がある。
  - ヴィルデマンスガッセ 9番地 - 1969年に取り壊された。
- 都市防衛施設
  - クリプシュタイン塔。正方形の5階建ての塔。かつての都市防衛施設の、最後に遺った見張り塔である。木組み部分は、おそらく1500年頃に建設された。
  - 円形のビュルガー塔は1963年に老朽化のために取り壊された。
  - ヴェッター川沿いの旧外塁。銃眼と後世に増設された木組みの頂部を持つ16世紀の方塔。この塔はかつてハイングラーベンの前にあった市壁の一部である。1965年に解体され、元の場所から約 130 m 離れた「イム・ハイン 8番地」の家の庭園施設内に再建された、この際、18世紀に増築された木組み建築の上階部分も再建された。

### 年中行事
歴史的旧市街や城館地区では、定期的に文化イベントが開催されており、全国的に注目を集めている。たとえば、ヘッセン・ブルースフェスティバル (Blues, Schmus & Apfelmus)や国際オルガンおよび手回しオルガンフェスティバルが開催される。この他の年中行事としては、オープン＝エア＝キーノ（野外映画会）、リヒターフェスト（光の祭典）、ラ・ヴィラ・コッタ（庭園と田舎暮らしの日）、城館庭園コンサートなどがある。2007年から毎年9月に2週間城館庭園で中世のショーが行われる。ラウバッハの伝統的な世俗祭がラウバッヒャー・アウスシュスフェストである。その起源は1540年にまで遡る。

### ラウバッハ近郊

#### ヴァルトパルク: グリューネス・メーア

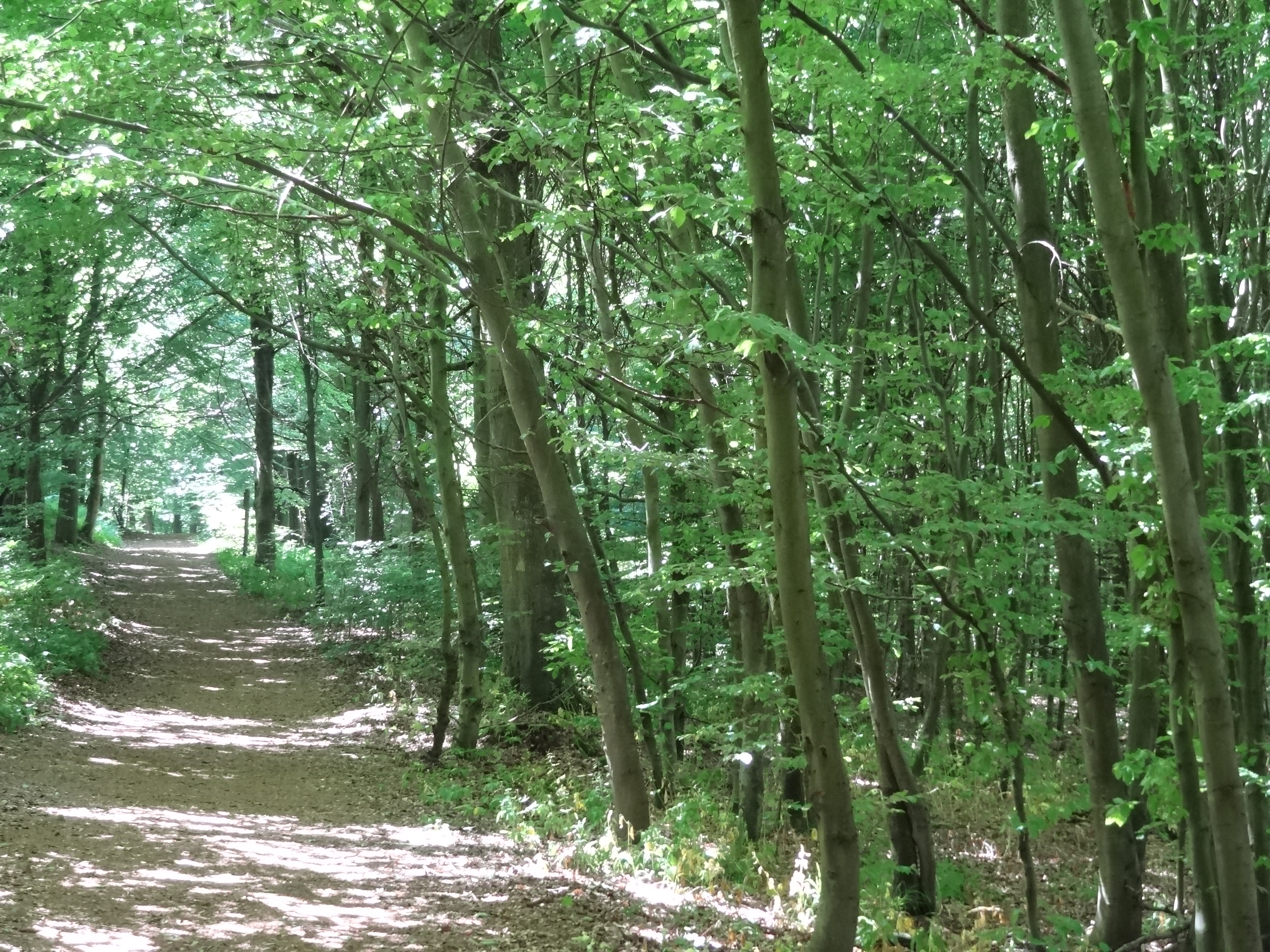
グリューネス・メーアの小径

ラウバッハから約 7 km ショッテン方向（東南東）に、ヴァルトパルク「グリューネス・メーア」（直訳すると森林公園「緑の海」）が2009年にオープンした。キルヒベルクの周囲に広さ約 80 ha の自然体験型公園が広がっている。来訪者は、地元の森の独自性に気付き、フォーゲルスベルクの斜面に入植地が築かれた過去に思いをはせ、遊びながらユニークな自然を体験できる。ゾルムス＝ラウバッハ伯カール・ゲオルク（1963年 - ）によって設けられた公園の施設は、冒険遊び場の他に高さ 35 m の展望塔、樹冠歩道、鳥獣生息区域、森の教室、後から設けられた発掘場などがある。
この公園は自動車なら連邦道 B276号線を通って容易にアクセスできる。ギーセン郡からのサイクリングの目的地としても適しており、ゴンタースキルヒェンを通り、美しい林道、自転車道、あるいは交通量の少ない側道を通り公園へ到着できる。このため、この公園はたとえばホルロフ川沿いを走るサイクリング客に人気の目的地となっている。

#### 廃村ルートハルツハウゼン

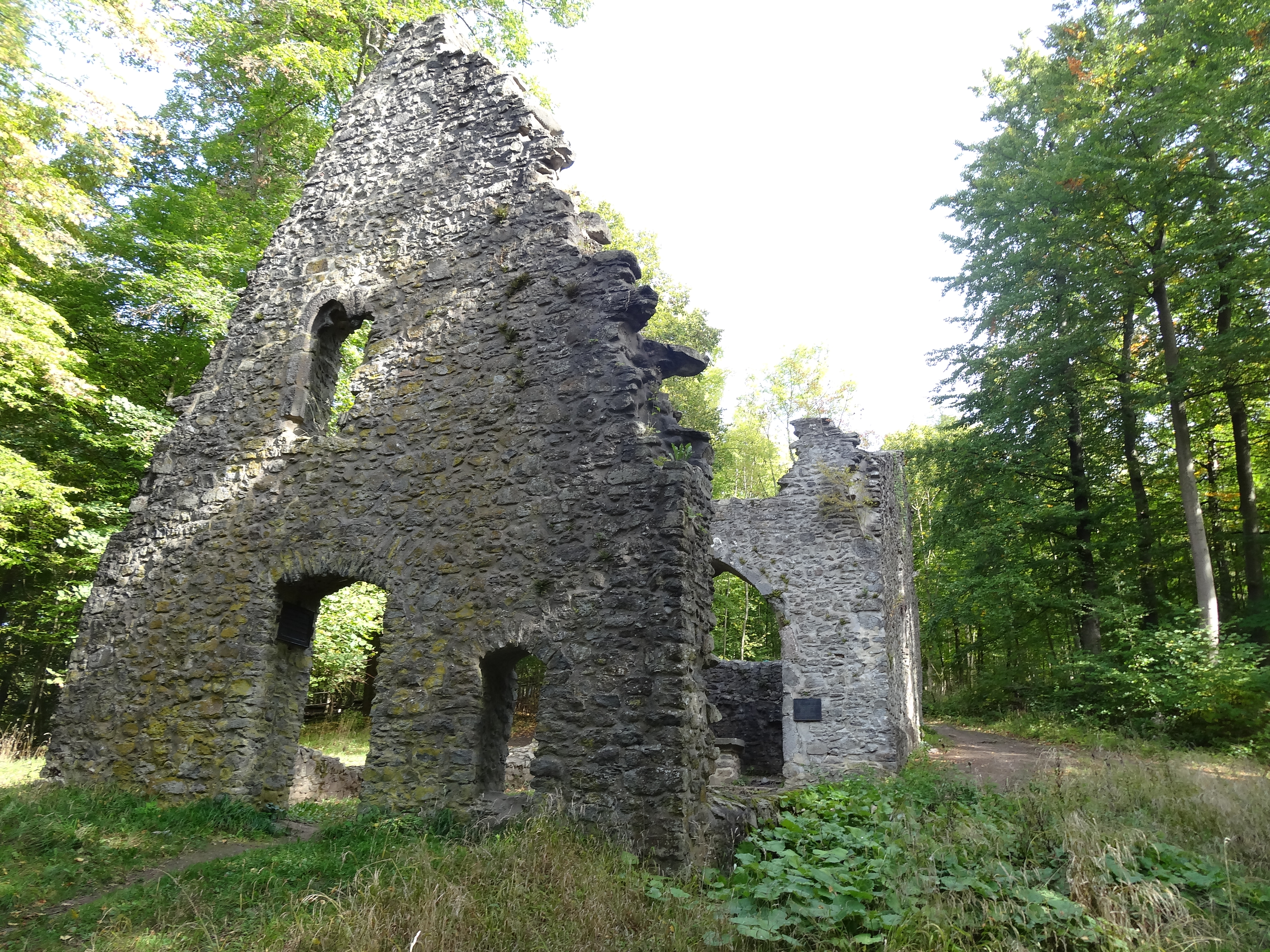
ルートハルツハウゼン廃村の聖ヴァレンティン教会跡

中世には、ホルロフ川の谷は入植地の密度が高い地域であった。現在の連邦道 B276号線のラウバッハとショッテンとのほぼ中間にルートハルツハウゼン村があった。この集落は1340年に初めて文献に記録されている。この村の住民はおそらくペストのためにこの村を放棄し、1550年頃に廃村となった。この村の聖ヴァレンティン教会は、1260年頃にはすでに建設されていた。その遺跡の整備は1970年に行われた。

## 経済と社会資本

### 交通
ラウバッハはライン＝マイン交通連盟 (RMV) の運賃地域に属している。鉄道フリートベルク - ミュッケ線およびミュンスター地区を通るブッツバッハ ＝リヒ鉄道はどちらも、本市周辺区間は廃止されている。これに替わり、多くのバス路線がラウバッハと周辺の駅とを結んでいる。
- VGO 74系統は、毎日（ただし週末はデマンドバス）ラウバッハから 7 km 離れたフォーゲルスベルク鉄道 ギーセン - フルダ線のグリューンベルク（オーバーヘス）駅までを結んでいる。
- 372系統は、毎日ラーン＝キンツィヒ鉄道 ギーセン - ゲルンハウゼン線のリヒ駅、363系統は月曜日から金曜日まで（11月から4月までは週末も）フンゲン駅へ運行している。
- さらに 372系統はインターシティのギーセン駅、363系統はインターシティのフリートベルク（ヘッセン）駅へも運行している。両駅はいずれもマイン＝ヴェーザー鉄道のカッセル - フランクフルト（マイン）線の駅である。
- 上述の 363系統のバスは、5月から10月までの週末は VGO VB-92系統フォーゲルスベルガー・フルカン＝エクスプレス（自転車を積載できる観光バス）と交替する。

### 学校
- テオドール・ホイス＝シューレ（基礎課程学校）
- ヘッセン＝ナッサウ福音主義教会 (EKHN) の福音主義基礎課程学校ラウバッハ＝フレイエンゼーン
- フリードリヒ・マグヌス総合学校ラウバッハ
- EKHN のラウバッハ＝コレーク

## 人物

### 出身者
- アグネス・ツー・ゾルムス＝ラウバッハ（1578年 - 1602年）ヘッセン＝カッセル方伯モーリッツの妃
- ゾフィー・ツー・ゾルムス＝ラウバッハ（1594年 - 1651年）ブランデンブルク＝アンスバッハ辺境伯ヨアヒム・エルンストの妃。上記アグネスの妹。
- ヘルマン・ツー・ゾルムス＝ラウバッハ（ドイツ語版、英語版）（1842年 - 1915年）植物学者

### ゆかりの人物
- ホルガー・ゲシュヴィントナー（ドイツ語版、英語版）（1945年 - ）バスケットボール選手。ラウバッハで育った。

## 引用
1. ↑  Hessisches Statistisches Landesamt: Bevölkerung in Hessen am 31.12.2023 (Landkreise, kreisfreie Städte und Gemeinden, Einwohnerzahlen auf Grundlage des Zensus 2011)]
2. ↑  Max Mangold, ed (2005). Duden, Aussprachewörterbuch (6 ed.). Dudenverl. p. 501. ISBN 978-3-411-04066-7
3. 1 2  Historisches Ortslexikon - Laubach
4. ↑  Gerstenmeier, K.-H. (1977): Hessen. Gemeinden und Landkreise nach der Gebietsreform. Eine Dokumentation. Melsungen. p. 301
5. ↑  ヘッセン州統計局: 2011年3月27日のラウバッハ市議会議員選挙結果（2015年6月20日 閲覧）
6. ↑  “Bürgermeisterstichwahl Stadt Laubach - Bürgermeisterstichwahl am 20.12.2020”. 2021年9月30日閲覧。
7. ↑  Partnerstädte der Stadt Laubach（2015年6月20日 閲覧）
8. ↑  Museum Fridericianum Laubach - Die Abteilungen（2015年6月20日 閲覧）
9. ↑  Mit Festakt »neues« Museum Laubach gefeiert, Gießener-Allgemeine, 2011年3月23日付け（2015年6月20日 閲覧）
10. ↑  Museum Fridericianum Laubach - Zur Geschichte des Hauses（2015年6月20日 閲覧）
11. ↑  Burkhard Wellenkötter: Die Schlossbibliothek zu Laubach. In: Aus dem Antiquariat, NF 8 (2010) Nr. 3/4, pp. 157-160.
12. ↑  Schloß Laubach - Geschichte & Kultur - Bibliothek（2015年6月20日 閲覧）
13. ↑  Veranstaltungskalender und Veranstaltungen in Laubach（2015年6月21日 閲覧）
14. ↑  Blues, Schmus & Apfelmus（2015年6月21日 閲覧）
15. ↑  Internationales Orgel- und Drehorgelfestival Laubach（2015年6月21日 閲覧）
16. ↑  FreiLichtKino（2015年6月21日 閲覧）
17. ↑  Laubacher Lichterfest（2015年6月21日 閲覧）
18. ↑  La Villa Cotta（2015年6月21日 閲覧）
19. ↑  Schlossparkkonzerte（2015年6月21日 閲覧）
20. ↑  Ausschußgesellschaft Solms Laubach 1540（2015年6月21日 閲覧）
21. ↑  Laubach: Freizeitpark im Wald, Frankfurter Rundschau 2009年4月6日付け（2015年6月21日 閲覧）
22. ↑  Grünes Meer（2015年6月21日 閲覧）